# Cârniceni
Cârniceni – wieś w Rumunii, w okręgu Jassy, w gminie Țigănași. W 2011 roku liczyła 1419 mieszkańców.